# Phare de Neist Point
Le phare de Neist Point (en gaélique écossais : Rubha na h-Eist) est un phare qui se situe sur l'île de Skye (Hébrides intérieures), dans le comté de Highland à l'ouest de l'Écosse. Il se trouve sur le point le plus à l'ouest de l'Île à environ 5 km au sud-ouest de Milovaig.
Ce phare est géré par le Northern Lighthouse Board (NLB) à Édimbourg,l'organisation de l'aide maritime des côtes de l'Écosse.
Il est maintenant protégé en tant que monument classé du Royaume-Uni de catégorie B.

## Histoire

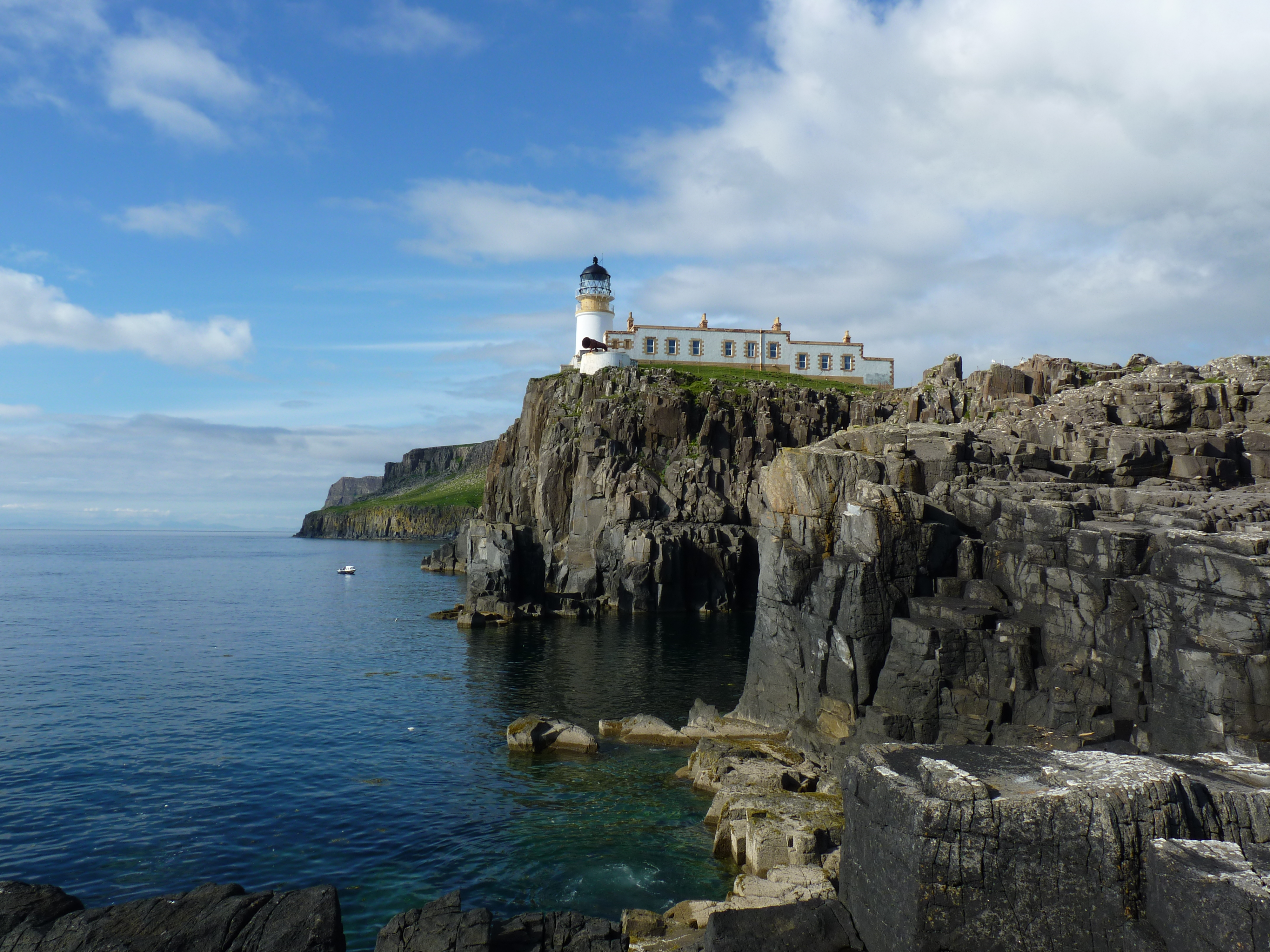
Neist Point

Le phare a été conçu par l'ingénieur civil écossais David Alan Stevenson sur la péninsule de Duirinish. Il a été mis en service le 1er novembre 1909.
Il s'agit d'une tour cylindrique haute de 19 m, avec galerie et lanterne. Elle est attenante aux maisons de gardien d'un seul étage et de bâtiments annexes. La station, entourée d'un muret, est peinte en blanc et la lanterne est noire. La station est désormais en situation dangereuse au bord de la falaise. Il marque le point de plus à l'ouest de l'île
Pendant un certain nombre d'années les maisons des trois gardien étaient disponibles pour la location de vacances. Le site est accessible par route puis par un sentier d'environ 900 m. Le stationnement est disponible. Le site est fermé. C'est un observatoire privilégié de la faune marine : dauphin, marsouin, baleine, requin pèlerin, morus, guillemot à miroir, petit pingouin et cormoran huppé.

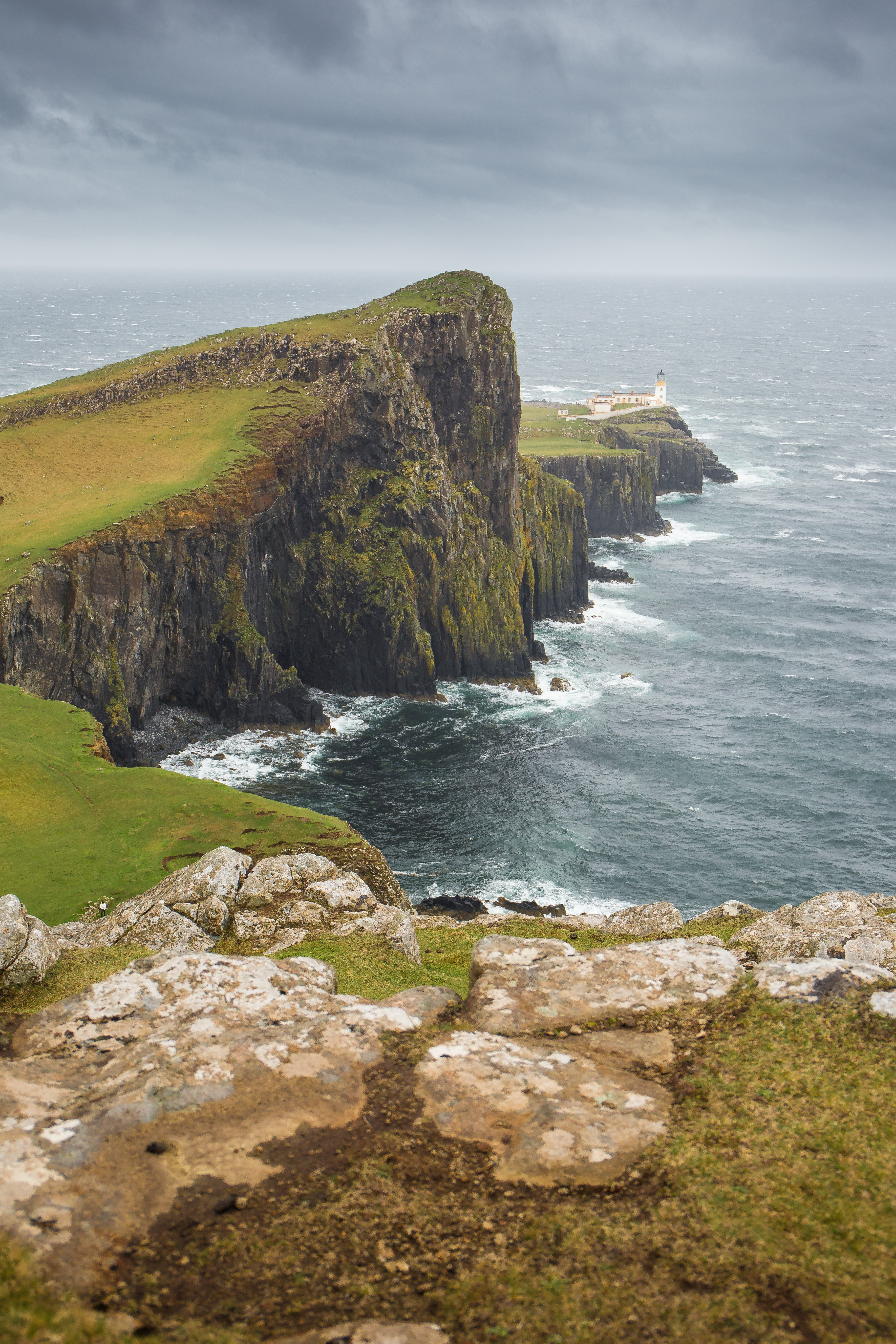
Phare de Neist Point

### Lien connexe
- Liste des phares en Écosse